# Administration-to-Consumer
Administration-to-Consumer (deutsch „Staat zum Verbraucher“, A2C; auch Consumer-to-Government, C2G) ist in der Betriebswirtschaftslehre, im E-Business und allgemein im Marketing der Anglizismus für eine Geschäftsbeziehung zwischen der öffentlichen Verwaltung und Privatpersonen. Gegensatz ist Consumer-to-Administration.

## Allgemeines
Der im E-Business entwickelte Begriff kann auch verallgemeinernd für alle Geschäftsbeziehungen zwischen verschiedenen Wirtschaftssubjekten oder zwischen zwei gleichen Wirtschaftssubjekten verwendet werden. Wirtschaftssubjekte sind Privathaushalte (englisch consumer), Unternehmen (englisch business) und der Staat mit seiner öffentlichen Verwaltung (englisch administration, government). Der Wirtschaftswissenschaftler Thomas Schildhauer definiert wie folgt: „Adminstration-to Consumer ist eine Bezeichnung für den gesamten Bereich der Interaktion zwischen der öffentlichen Verwaltung und Bürgern“. „Administration-to…“ beschreibt dasjenige Wirtschaftssubjekt, das die Geschäftsbeziehung angebahnt hat. Gegenstand der Beziehung kann ein Kaufvertrag, Mietvertrag, sonstiger Vertrag oder ein Gesetz sein, aufgrund dessen Güter oder Dienstleistungen gegen Geld (oder ausnahmsweise gegen andere Güter) ausgetauscht werden. Bei Administration-to-Consumer wird meist keine Geschäftsbeziehung eingegangen, sondern es besteht eine Rechtsbeziehung, die überwiegend auf öffentlichem Recht beruht.

## Übersicht aller Geschäftsbeziehungen
Die Geschäftsbeziehungen zwischen einzelnen Wirtschaftssubjekten können wie folgt systematisiert werden:
| Wirtschaftssubjekt    | Privathaushalte Beispiel                                  | Unternehmen Beispiel                        | öffentliche Haushalte Beispiel                            |
| --------------------- | --------------------------------------------------------- | ------------------------------------------- | --------------------------------------------------------- |
| Privathaushalte       | Consumer-to-Consumer Tauschbörsen wie eBay                | Consumer-to-Business Aufträge, Bestellungen | Consumer-to-Administration Steuererklärung, Melderegister |
| Unternehmen           | Business-to-Consumer Lieferung von Waren im Versandhandel | Business-to-Business Interbankenhandel      | Business-to-Administration Lohnsteueranmeldung            |
| öffentliche Haushalte | Administration-to-Consumer Gebührenbescheid               | Administration-to-Business Außenprüfung     | Administration-to-Administration Amtshilfe                |

Auf diese Weise ergeben sich neun Kombinationen von Geschäftsfeldern.
Administration-to-Consumer-Beziehungen liegen vor bei Baugenehmigungen für private Bauvorhaben, Erlaubnissen (etwa Banklizenz, Betriebserlaubnis, Gaststättenkonzession, Zulassung von Fahrzeugen zum Straßenverkehr), Steuerbescheiden, Beschaffung von Material (etwa durch das Bundesamt für Ausrüstung, Informationstechnik und Nutzung der Bundeswehr) oder Transferleistungen (Zahlung von Arbeitslosengeld, Bürgergeld, Kindergeld, Sozialhilfe). Auch die Jobbörse ist eine klassische Administration-to-Consumer-Beziehung.

## Wirtschaftliche Aspekte
Zahlreiche Transaktionen der öffentlichen Hand mit Bürgern können streng genommen nicht zum E-Commerce gerechnet werden, weil sie keinen kommerziellen Charakter aufweisen, da sie keine Gegenleistung des Staates zur Folge haben (Steuererklärung und Steuerbescheid führen zur Steuerzahlung, ohne dass eine staatliche Gegenleistung erfolgt). Werden jedoch öffentliche Abgaben, Beiträge und Gebühren fällig, so hat der Staat eine Gegenleistung erbracht oder wird sie erbringen. Sie werden bei einigen der oben genannten Beispiele erhoben, etwa bei der Eintragung ins Grundbuch durch das zuständige Registergericht (Grundbuchamt). Grundlage für die Zahlung ist ein Gebührenbescheid.